# Bernští trubadúři
Bernští trubadúři (v originále Berner Troubadours) je zažité označení neformálního sdružení bernských písničkářů. Jeho složení se v době největší slávy (1966 – 71) ustálilo na těchto šesti autorech:
- Ruedi Krebs (* 1938)
- Mani Matter (1936–1972)
- Bernhard Stirnemann (1936–2011)
- Jacob Stickelberger (* 1940)
- Markus Traber (1946–2010)
- Fritz Widmer (1938–2010)

Pod daným názvem vystupovali tito písničkáři v komponovaných programech od roku 1965, a to především na komorních divadelních scénách, nejprve výhradně v Bernu, později v celém německojazyčném Švýcarsku. Jejich společná diskografie čítá 8 alb.
Pro Bernské trubadúry byl charakteristický především jazyk, tedy bernská němčina. Jejich tvorba významně pomohla odkrýt a rozvinout jeho umělecké možnosti.